# Andrea Guarneri
Andrea Guarneri (1626–1698) era un lutier italià i fundador de la casa de constructors de violí Guarneri.

## Biografia
Es pensa que va néixer el 1626 a la casa de Bartolomo Guarneri, a la parròquia de Cremona, Itàlia, però se sap molt poc de l'origen de la família d'Andrea Guarneri. Hi ha documents d'un fuster-tallador amb el nom de Giovanni Battista Guerine, els quals poden mostrar una ortografia alternativa de Guarneri, vivint a prop de la casa de Nicolò Amati a Cremona el 1632, que podrien ser suposadament parents. L'any 1641 el jove Andrea, amb Nicolò Amati, van ser instruïts en l'art de la luteria, treballant al costat de Francesco Ruggieri i Antonio Stradivari, qui també eren aprenents al mateix temps. El 1652, mentre encara vivia a casa de l'Amati, l'Andrea es va casar amb Anna Maria Orcelli, filla d'Orazio Orcelli. La jove família Guarneri finalment va deixar la casa d'Amati el 1654, i Andrea probablement en va treure el taller i el patronatge en aquell temps. Es van traslladar a la casa del sogre, la Casa Orcelli, que finalment esdevindria la Casa Guarneri. Anna Maria aviat va tenir una filla, Angela Teresa, i només un any més tard van tenir un fill, Pietro Giovanni, qui va aprendre l'ofici de lutier del seu pare. El 1655 tenim la primera prova que Andrea hagués deixat definitivament el taller Amati, a través d'una etiqueta en un violí datat del 1655, el qual diu "ex Allumnis Nicolai Amati". A totes les etiquetes anteriors "Alumnus" era escrit sense el prefix "ex". Tanmateix, es creu que fins i tot força temps després Andrea Guarneri i Francesco Ruggieri van abandonar el taller Amati deixant instruments sencers fets pel seu mestre anterior, signats encara amb l'etiqueta Amati.
A mitjans del 1660s Andrea i Anna Maria havien tingut dos fills més, Eusebio Amati, nascut el 1658, i Giovanni Battista el 1666. El seu tercer fill Eusebio fou l'únic que no va seguir les passes de la construcció i comerç del violí. Per l'evidència en la manera de treballar els seus violins, es pensa que entre 1670 i 1675, com a mínim el seu fill gran Pietro Giovanni (més tard conegut com a Pietro de Màntua), va treballar al taller de Guarneri. Alguns dels instruments són més lleugers i mostren una influència stradivariana. Eventualment els instruments semblen fets per la mà de Pietro Giovanni, però porten l'etiqueta d'Andrea Guarneri. La cooperació entre pare i fill va durar poc. El 1679, a l'edat de 24 anys, el nom de Pietro apareix per últim cop en el cens a la casa del seu pare. Es traslladà a Màntua i va tenir èxit per ell mateix.
Tanmateix, aviat el fill més jove d'Andrea es va unir al negoci del seu pare al taulell. Giuseppe Giovanni Battista és conegut pel nom de Joseph Guarnerius, filius Andreæ. Probablement entre el primer i tercer fills hi hagué altres aprenents i ajudants les identitats dels quals s'han perdut, encara que la seva feina de vegades es pot diferenciar clarament. El propi Andrea buscava distingir la seva feina de la de la seva família i altres treballadors utilitzant l'etiqueta Sotto la disciplina (Sota la disciplina de...). Andrea Guarneri va ser el primer mestre en fer aquesta distinció; els Amati mai ho van fer, encara que més tard Stradivarius adoptararia aquesta idea. Alguns ajudants coneguts que van ser inscrits a la casa Guarneri i més tard van esdevenir lutiers coneguts, com Giacomo Gennaro (1641-1646) i Paolo Grancino.
La data exacta del començament com a aprenent de Giuseppe es desconeix, però l'evidència de la seva feina comença a ser reconeguda a Guarneri a principis del 1680, i la seva influència va anar en augment cap al final de la carrera del seu pare, superant-lo cap el 1685. Els instruments que surten del taller de Guarneri continuen mostrant la inspiració del fill gran d'Andrea, encara que visqui a Mantua. Probablement el germà jove s'inspirà en el gran i va copiar algunes de les seves idees especialment en la forma de l'esbós i talla de les obertures acústiques.
El taller d'Andrea Guarneri va ser un dels que es va aprofitar de la demanda d'instruments menys cars però que gaudissin de la designació "Cremonese". Ocasionalment, tanmateix, el mecenatge li va permetre l'oportunitat de pujar el nivell, del qual n'era clarament capaç. Queden aproximadament 250 instruments seus, amb només quatre violes i catorze violoncels.
En la seva voluntat, Andrea Guarneri va expressar l'amargor que sentia cap al seu fill gran Pietro per haver deixat la familia i anar a Màntua, i per la seva ingratitud cap a ells. Per això va castigat rebent una herència reduïda i se li treu compte per diversos objectes que havia pres de la casa familiar i el taller. Va morir el 7 de desembre de 1698 a Cremona i va ser enterrat a la cripta familiar de la seva mare dins la Basílica di San Domenico.

## Instruments
Els violins primerencs d'Andrea Guarneri se semblaven a l'estil d'Amati, amb cobes arrodonides i racons més esbelts i un pla lleuger. Sembla que senzillament va continuar emprant els mateixos motlles que tenia del seu mestre. L'alçada de l'arc és moderada i les obertures acústiques són similars a les d'Amati. A mesura que van passar els anys les formes de Guarneri es van començar a distingir i esdevenir més característiques. La voluta solia ser relativament petita, sense definir vores, típic del seu mestre. Va deixar la tapa inferior més gruixuda al centre, aprimant les vores amb la tapa d'un gruix constant, tot i que volia obtenir una precisió perfecta en l'espessor. La fusta d'auró que utilitzava sembla d'origen local i sovint sembla força senzilla.
Més tard lels cèrcols esdevenen més curts i més rodons, les vores més gruixudes. Les obertures acústiques tendeixen a ser més verticals, tallades generosament. Les volutes fetes per Andrea Guarneri eren generalment netes, però quan va ser assistit per Giuseppe Filius, es pot notar que eren més juvenils i d'acabats menys polits.
Durant tota la seva carrera Guarneri va utilitzar un oli de qualitat alta per al vernís, la recepta probablement l'havia après del seu mestre Nicolò Amati, encara que hi ha evidència de l'ús d'assecadors que proporcionesn això proporcionant un to que mai va utilitzar Amati. El color varia del marró de castanya, marró taronja, al marró vermellós.
Probablement un dels seus instruments més famós és una viola de 41.5 cm, Conte Vitale, de 1676. És un dels patrons de viola més copiats avui, encara que pocs lutiers moderns van copiar la seva distingida profunditat. El modelat de l'instrument incorpora molt del que va aprendre dels Amati, i té una robustesa característica de Guarneri. Hi ha una harmonia entre model, els llocs de les obertures acústiques, el cap i les corbes que rarament s'han copiat.
Andrea Guarneri també començà un violoncel més petit del normal, que va evolucionar en el transcurs de la seva vida amb la forma i estil de l'Amati, tot i que també s'atribueix al seu competidor, Francesco Ruggieri, qui va fer construir molts violoncels durant el mateix període.

## Intèrprets i propietaris coneguts
- Emmy Verhey, un violinista neerlandès, té un violí del 1676
- Kenneth Rose, un violinista americà, va tenir un violí de 1684.
- William Hagen, violinista americà, toca un violí del 1675.
- David Laurie, conegut col·leccionista britànic, va tenir un violí de 1661.
- Adelina Patti, un cantant d'òpera prominent, i Anton Hegner, un virtuós violoncelista, van tenir en moments diferents un violoncel de 1679.
- David Soyer, violoncelista fundador del quartet Guarneri en tocava un de l'any 1669.[4]
- Amit Peled, virtuós violoncelista i professor al Peabody Institut, toca amb un cello de 1689.
- Warren Reid, un violinista australià, té un violí de 1680-1690 (Turons cert. 1919) pàgina 154.